# (2677) Joan
(2677) Joan (1935 FF) – planetoida z pasa głównego asteroid okrążająca Słońce w ciągu 5,19 lat w średniej odległości 2,99 j.a. Odkryta 25 marca 1935 roku.